# 경기 인디시네마
경기 인디시네마란 경기 영상위원회의 사업으로 국내 독립, 예술 영화의 배급, 개봉, 홍보, 유통을 지원하고 경기도민에게 다양한 영화를 선보이기 위해 시작한 사업이다. 

## 경기 인디시네마
경기 영상위원회의 사업으로 국내 독립, 예술 영화의 배급, 개봉, 홍보, 유통을 지원하고 경기도민에게 다양한 영화를 선보인다.

## 상영작 모집
경기도의 다양성영화관 ‘경기 인디시네마‘를 통하여 수준 높은 다양성영화들을 발굴하고, 다양성영화 제작의 선순환 구조를 확립하며, 경기 도민들에게 다양한 문화 향유의 기회를 제공하고자 국내 다양성영화 상영작을 모집한다.

### 지원대상
경기도 다양성영화 제작사 및 배급사, 경기도민

### 사업내용
- 개봉지원 : 경기도 내 4개관에 2주 편성보장 ( 롯데시네마 2개관, 헤이리시네마, 판타스틱큐브)
- 배급지원 : 당해년도 개봉예정인 작품의 P&A 비용 지원
- 홍보지원 : 개봉지원 선정작의 온라인 홍보, 매체광고, GV행사 등 연계지원
- 공공상연 : 개봉종영한 다양성영화의 경기도내 35개관에 공공상영 연계

### 지원규모
- 개봉지원 : 연간 50편내외

- 배급지원 : 총 1억5천만원(연간10편*작품당 최대 1천5백만원)

### 지원기간
- 개봉지원 : 매월 공고, 매월 15일 모집마감 및 선정검사

- 배급지원 : 상, 하반기 총 2회 공고예정

### 지원방법
- 온라인 접수

## 경기영상위원회
경기도가 지닌 지역적, 문화적 특성을 활용한 영상산업의 기반을 마련하고 이를 바탕으로 한국 영상산업이 세계로 뻗어나가는데 핵심적인 역할을 하기 위하여 “아시아를 넘어 세계 영상산업의 중심으로 도약하는 경기도”라는 비전을 가지고 2005년 ‘경기 영상위원회’로 출범.  경기 영상위원회는 경기도 산하 영상물 촬영지원 및 촬영 인허가 One Stop Service 지원 역할을 기반으로 성장해 왔으며, 로케이션 인센티브, 경기도 제작지원사 인센티브, 시나리오 기획개발 지원, 다양성 영화 제작 투자 지원, 배급지원, 국제영화제 참가 지원, 상영 지원 등 영상산업 전 분야를 아우르는 원스톱 지원 시스템을 구축하여 경기도 영화영상산업 기반 조성과 발전을 위해 노력을 기울이고 있다.  또한 다양한 영상 육성사업을 추진하고 있을뿐더러 도민들의 문화 향유 기회를 확대하고자 공공 상영관 운영, 찾아가는 영화관, 시군 소규모 영화제도 지원하고 있다.

### 사업소개
- 로케이션 활성화

- 시나리오 기획개발 지원

- 제작투자 지원

- 인센티브 지원

- 영화영상 저변확대 지원

- 경기 인디시네마

- 지원사업 접수

## 경기 인디시네마 DAY
매월 마지막주 수요일로 지정된 경기 문화의 날에 열리는 기획전으로, 평소에 접하기 힘든 다양성 영화를 보고 감독과 출연배우가 진행하는 관객과의 대화(GV), 굿즈를 증정하는 등 색다른 이벤트를 함께 진행한다.

## 경기 인디시네마 굿즈
GV(관객과의 대화)를 하거나 이벤트를 통해 경기 인디시네마 만의 특별 굿즈(담요, 목베게 등)를 만들어 제공하기도 한다.

## 경기 인디시네마 상영관

### 경기 인디시네마 개봉관
- 안양 롯데시네마 안양 일번가

주소 : 경기도 안양시 만안구 안양로 311, 프로젝트 500타워 9~13층
- 안산 롯데시네마 센트럴락

주소 : 경기도 안산시 단원구 고잔로 108 (고잔동, 조이월드 7층)
- 파주 헤이리시네마

주소 : 경기도 파주시 탄현면 헤이리마을길 93-119 커피공장 103 카페 3층, 헤이리시네마
- 부천 판타스틱큐브

주소 : 경기도 부천시 길주로 210 판타스틱큐브

### 경기 인디시네마 공공 상영관
상영종료 후 작품별로 협의를 거친 후 경기도 내 공공상영관에서 지속상영여부를 결정한다.
- 고양 : 고양영상미디어센터, 고양환경에너지시설, 한양문고 주엽점

- 광명 : 광명시 소하도서관, 광명시 철산도서관, 시립광명종합사회복지관

- 군포 : 군포시 중앙도서관, 군포시 평생학습원 상상극장

- 김포 : 김포 열린문고, 한국야생조류보호협회 다양성영화관 혜윰

- 동두천 : 경기북부어린이박물관
- 부천 : 부천 무비 doby(문화공간 모임)-청소년카페 무지개 도당점, 부천 무비 doby(문화공간 모임)-문화공간 삐지트, 한국만화영상진흥원, 부천시 건강가족지원센터
- 성남 : 성남 미디어센터
- 수원 : 수원미디어센터, 수원시 영통도서관, 수원시 청년 지원센터 청년바람지대
- 안산 : 안산시 다문화 가족 지원센터, 아지트 쉼(움직이는 협동조합), 안산 명화극장, 안산도시공사 올림픽기념관
- 안양 : 성결대학교
- 여주 : 명성황후 생가, 한강문화관
- 연천 : 연천수레울아트홀
- 용인 : 단국대학교 죽전캠퍼스, 용인대학교 문화예술대학, 한국외국어대학교 글로벌캠퍼스
- 의왕 : 의왕시 청소년 수련관
- 의정부 : 의정부영상미디어센터
- 파주 : 파주시 교하도서관, 파주시 중앙도서관
- 평택 : 함께하는 마을 작은 도서관
- 하남 : 하남시 평생학습관
- 화성 : 수원대학교

## 배급 지원 사업
경기도와 경기콘텐츠진흥원(경기영상위원회)에서는수입 확대가 목적인 상업영화에서 벗어나 제작, 배급, 상영의 규모가 작지만 완성도가 높은 다양성영화의 배급 및 홍보마케팅  비용(P&A, DCP 등) 지원을 통해 우수다양성영화를 발굴하고 경기도민의 다양성영화 관람기회를 확대하고자 경기인디시네마 배급지원 사업을 진행. 제작비 마련에 고전을 겪고 있는 창작자들과 개봉을 향한 배급, 홍보가 필요한 이들에게 실질적인 도움을 주는 것이 목적

### 2019년 배급 지원 영화(상반기)
1. 동물, 원
2. 안녕, 미누
3. 알피니스트
4. 파도를 걷는 소년
5. 하트

### 2019년 배급 지원 영화(하반기)
1. 기억의 전쟁
2. 녹차의 중력
3. 영하의 바람
4. 이장
5. 작은 빛

### 2020년 배급 지원 기대작
1. 기억의 전쟁
2. 파도를 걷는 소년
3. 안녕, 미누
4. 하트
5. 알피니스트

### 2020년 배급 지원 영화
1. 파견; 나는 나를 해고하지 않는다.
2. 빛과 철
3. 구르는 수레바퀴
4. 나를 구하지 마세요
5. 69세
6. 담쟁이
7. 젊은이의 양지
8. 웰컴 투 X-월드
9. 후쿠오카
10. 증발

## 상영작

### 현재까지 상영작
- 작은빛
- 속물들
- 호흡
- 영화로운 나날
- 아내를 죽였다
- 이태원
- 집 이야기
- 우리를 갈라놓는것들
- 영하의 바람
- 녹차의 중력
- 카센타
- 니나내나
- 어멍
- 삽질
- 오늘, 우리
- 12번 째 용의자
- 판소리 복서
- 메기
- 벌새
- 아워바디
- 동물, 원
- 우리집
- 려행
- 나만 없어 고양이
- 밤의 문이 열린다
- 이타미 준의 바다
- 한낮의 피크닉
- 동명이인 프로젝트 시즌2
- 굿바이 썸버
- 시민 노무현
- 김군
- 보희와 녹양
- 우리 지금 만나
- 굿바이 마이 러브NK : 붉은 청춘
- 막다른 골목의 추억
- 히치하이크
- 오늘도 평화로운
- 한강에게
- 내가사는세상
- 몽마르트 파파
- 성혜의 나라
- 기도하는 남자
- 기억의 전쟁
- 파도를 걷는 소년
- 하트

### 2019년 상영작 TOP 5
- 벌새
- 메기
- 아워 바디
- 우리집
- 판소리 복서